# ROMing
ROMing je česko-rumunsko-slovenský film z roku 2007 natočený režisérem Jiřím Vejdělekem. Film byl podpořen Státním fondem České republiky pro podporu a rozvoj české kinematografie.

## Děj
Film je o putování tří Romů ze severu Čech na Slovensko, protože Roman (Marián Labuda) slíbil svému starému příteli, že až jejich děti dospějí, Romanův syn Jura (Vítězslav Holub) si vezme jeho dceru Ivetku (Emilya Gulyevová). Poté, co obě děti dospějí, Roman oznámí Jurovi tuto pro něj novinu. Jura samozřejmě nesouhlasí, protože studuje na vysoké škole a má přítelkyni, avšak nechá se přesvědčit, takže se Roman, Jura a rodinný přítel Stano (Bolek Polívka) vydávají na neobyčejnou cestu. Ve filmu se mísí několik rovin: příběh jejich putování, vyprávění o útrapách chudého romského krále Somáliho, které zapisuje nezaměstnaný Roman, a konečně popis vybájeného putování malého ptáčka vycházející z tradičních romských pohádek.

## Obsazení
| Boleslav Polívka   | Stano              |
| Marián Labuda      | Roman              |
| Vítězslav Holub    | Jura               |
| Jean Constantin    | Somáli             |
| Corina Moise       | Bebetka            |
| Vladimír Javorský  | pošťák, ďábel, bůh |
| Oldřich Vlach      | farář              |
| Jaromír Nosek      | policista          |
| Emanoil Florentina | Somáliová          |
| Jan Surmaj st.     | Mihajli            |
| Milan Šenki ml.    | Mihajliho syn      |
| Eva Leinweberová   | úřednice           |
| Emilya Gulyevová   | Ivetka             |